# Fabijan Abrantovič
Fabijan Abrantovič (in bielorusso Фабіян Абрантовіч?) (Navahrudak, 14 settembre 1884 – Mosca, 2 gennaio 1946) è stato un presbitero bielorusso, archimandrita della Congregazione dei chierici mariani, amministratore dell'esarcato apostolico di Harbin, appartenente alla Chiesa greco-cattolica russa.

## Biografia
Fabijan Abrantovič nacque nella città di Navahrudak nella Bielorussia Occidentale, frequenta gli studi all'Accademia teologica cattolica imperiale romana di San Pietroburgo e nel 1908 viene ordinato presbitero. Negli anni 1910 – 1912 insegna nel ginnasio presso la parrocchia di Santa Caterina. Quindi perfeziona i suoi studi all'università cattolica di Lovanio in Belgio. Ritornato in patria fonda “L'Unione democratica cristiana” per la formazione di una cultura nazionale cristiana. Nel 1919 padre Fabijan è rettore del nuovo seminario diocesano che nel 1920 trasferisce a Pinsk, in terra polacca, prima che venga chiuso dal potere sovietico. Nel 1926 si ritira in monastero della Congregazione dei chierici mariani e l'anno dopo pronuncia i voti solenni. Nel 1928 è nominato amministratore apostolico per dirigere l'esarcato apostolico di Harbin in Cina. Nel 1939 padre Fabijan si reca a Roma, sia per riferire al Papa della sua attività che per partecipare al capitolo generale del suo ordine. Nel viaggio di ritorno a Leopoli lo sorprende la Seconda guerra mondiale e nel tentativo di passare la frontiera il 25 ottobre 1939 viene arrestato dai sovietici. È accusato di antisovietismo e di essere una spia del Vaticano, per proseguire l'inchiesta, viene trasportato a Mosca dove rimane fino all'agosto del 1942. Il 23 settembre 1942 viene condannato a 10 anni di gulag a Qaraǧandy. In realtà al lager padre Fabijan non vi giunge, muore a Mosca nella prigione di Butyrka il 2 gennaio 1946.

## Fonti
- (EN) Biografia del servo di Dio Fabian Abrantowicz, su padrimariani.org. URL consultato il 5 maggio 2015 (archiviato dall'url originale il 16 ottobre 2015).
- (IT)  Vladimir Kolupaev, Iosif Germanovic’, che celebrava nei lager in La Nuova Europa, n. 4/2010, pp. 62–67.
- (IT)  Vladimir Kolupaev, La Chiesa nella diaspora russa in Cina in La Nuova Europa, n. 5/2010, pp. 74-89.
- (EN)  Vladimir Kolupaev. Belarusian missionaries in China // Entries 37. New York - Miensk: Belarusian Institute of Science and Art, 2014. pp. 645-650.